# フーベルトゥス・ハイル
ヴォルフガング・フーベルトゥス・ハイル（ドイツ語: Wolfgang-Hubertus Heil、1972年11月3日 - ）は、ドイツの政治家。2018年3月から2025年5月まで労働・社会大臣を務めた。

## 来歴

### 生い立ち
ヒルデスハイムで生まれる。1992年にパイネのギムナジウムを卒業して、1994年まで社会福祉施設で兵役代替役務に就いた。1995年にはポツダム大学に入学し政治学と社会学を学びはじめ、一時休学した後にハーゲン通信大学へ入り直して卒業している。

### 政治経歴
1988年にドイツ社会民主党に入党。1998年ドイツ連邦議会選挙に立候補し、当時まだ大学在学中であったが初当選をした。2005年にSPDの幹事長に就任。
2017年ドイツ連邦議会選挙の結果を受けて、キリスト教民主同盟（CDU）及びキリスト教社会同盟（CSU）とSPDの大連立により発足した第4次メルケル内閣で、労働・社会大臣として入閣した 。2021年に発足したショルツ内閣でも、引き続き労働・社会大臣に留任した。